# Scarlat V. Vârnav
Scarlat V. Vârnav (n. 1801, Hilișeu, județul Dorohoi – d. 1868, Bârlad) a fost un călugăr și om politic român, partizan al Unirii Principatelor.

## Biografie
Scarlat Vârnav s-a născut la Hilișeu, Dorohoi în familia lui Vasile Vârnov. Vasile și-a trimis fiul să urmeze calea preoției la Mănăstirea Secul, unde s-a și călugărit sub numele de Sofronie. Scarlat a fugit de la mănăstire și s-a dus la Cernăuți și mai apoi la Paris. A fost student la Sorbona, unde a urmat literele și dreptul. A fost primul casier al primei societăți de studenți români din Franța, pusă sub auspiciile lui Lamartine.
Cunoscuții i-au spus „Popa Vârnav”. Acesta era una din figurile cele mai simpatice și mai originale ale acelei epoci din Moldova. Vârnav era un tip agitat, imaginativ și destul de nestatornic, muncit de gânduri, inteligent, făcea mai multe lucruri deodată, entuziast exploziv și efemer. Pe de altă parte, era un patriot de școală nouă, un reformator care dorea să schimbe mentalitățile autohtone conform cu ideile care i-au plăcut în peregrinările sale prin Apusul Europei. Era un om bogat, risipitor, și avea legături importante în societate.

## Descrirea sa din Dicționarul Contimporanilor
Dimitrie R. Rosetti, în Dicționarul Contimporanilor din 1897 îl descrie astfel:
„Varnav (Scarlat V.) Născut la Hilișaŭ (Dorohoǐ) în 1801, încetat din viață la Bêrlad în 1868. Destinat de mumă-sa la preoție, fusese încredințat de tânĕr arhimandrituluǐ Sofronie Miclescu; dar neputâdu-se împăca cu cerințele preoțieǐ, fugi la Cernăuțǐ la rudele părinților sĕǐ, de unde apoi plecă la Paris. Acolo și-a făcut studiile, și a stat până la 1848, fondând cu spesele sale biblioteca română în localul în care s'a făcut maǐ têrziŭ capela ortodoxă românească. În legăturǐ la Paris cu republicaniǐ francezǐ, a făcut parte chiar din guarda națională din acel oraș. Puțin timp dupĕ aceasta, se întoarce în țară cu consulul francez Thions.
La 1850 intră în religiune și se călugărește sub numele Sofronie, la mănăstirea Neamțuluǐ, unde fu ales stareț. Om cult și de o inteligență superioară, de la intrarea sa în tagma bisericească se consacră la acte de pietate, îngrijind cu deosebire despre soarta copiilor săracǐ.
În 1868 muri subit la Bêrlad. Fiind antisemit înfocat, încetarea luǐ din viață fu atribuită unei otrăvirǐ, faptuită de evreǐ. O revolta isbucni în Bêrlad, cu ocasiunea înmormântăriǐ sale; surescitațiunea populațiuneǐ a necesitat intervenirea trupelor trimise din județele limitrofe, pentru a păzi pe evreǐ, a căror viață era amenințată.”
Scarlat V. Vârnav a fost fratele medicului Constantin Vârnav și unchiul inginerului, politicianului și prefectului Scarlat C. Vârnav.